# Épistémocritique
L'épistémocritique est l'étude des savoirs non-littéraires présents à l'intérieur de la littérature.
Elle part du constat de leur existence et postule en conséquence que l’entreprise littéraire et l’entreprise scientifique ne sont pas  des champs à l’identité close, étrangers l'un à l'autre. Face à un texte littéraire, la démarche du critique consiste alors à se poser la question des usages que fait l'écrivain de ce qui relève des savoirs et des disciplines qu'il convoque. Les méthodes utilisées peuvent s’inspirer de l’histoire des idées, de la sociologie, de l’herméneutique, de la génétique littéraire.

## Revues
- Alliage. Science et Société, dir. Jean-Marc Lévy-Leblond, revue papier et en ligne[7].
- Arts et Savoirs, dir. Gisèle Séginger, revue en ligne[8].
- Epistémocritique, dir. Laurence Dahan-Gaida, revue en ligne[9].